# شاید یک معجزه (فیلم)
شاید یک معجزه یک فیلم سینمایی به کارگردانی کرامت پورشهسواری و محصول ۱۳۹۳ سینمای ایران است.

## خلاصه داستان
این فیلم داستان زوج جوانی است که بچه دار نمی‌شوند و این مسئله آنها را آزار می‌دهد. سحر با پسر بچه ای تصادف می‌کند و باعث مرگ پسر بچه می‌شود. این پسر کوچک فرزند خانواده ایست که پدر و مادر هر دو پزشک هستند اما مشکلات زیادی دارند و …

## بازیگران
- مریم کاویانی
- صالح میرزاآقایی
- آرام جعفری
- ملیکا پارسا
- سید سامان میرحسینی
- محمد فرزانه
- محمدرضا راد
- اتابک نادری
- آرزو افشار
- هدایت اله سجادی
- عمار تفتی
- حامد دولت‌آبادی[۴]

طراح پوستر و لوگوی فیلم
- مهدی حسنی